# فیل تیلور
فیل تیلر (به انگلیسی: Phil Taylor) بازیکن فوتبال زادهٔ ۱۸ سپتامبر ۱۹۱۷ اهل انگلستان که سابقهٔ بازی در تیم ملی فوتبال انگلستان را در کارنامهٔ خود دارد. وی در تاریخ ۱۸ اکتبر ۱۹۴۷ نخستین بازی ملی خود را در مقابل تیم ملی فوتبال ولز انجام داد و با حضور در ۳ بازی ملی، در تاریخ ۱۹ نوامبر ۱۹۴۷ واپسین بازی ملی‌اش را در برابر تیم ملی فوتبال سوئد برگزار کرد.